# Sphallopterus batesi
Sphallopterus batesi is een keversoort uit de familie boktorren (Cerambycidae). De wetenschappelijke naam van de soort is voor het eerst geldig gepubliceerd in 1982 door Fragoso.